# Irene de Kok
Irene de Kok, född den 29 augusti 1965 i Eindhoven, Nederländerna, är en nederländsk judoutövare.
Hon tog OS-brons i damernas halv tungvikt i samband med de olympiska judotävlingarna 1992 i Barcelona.